# Château Clerc Milon
 (février 2022).
Château Clerc Milon est un vignoble situé au nord-est de l'appellation pauillac en Gironde. Il fait partie de la classification officielle des vins de Bordeaux de 1855 dans laquelle il tient la place de cinquième grand cru.

## Histoire du château

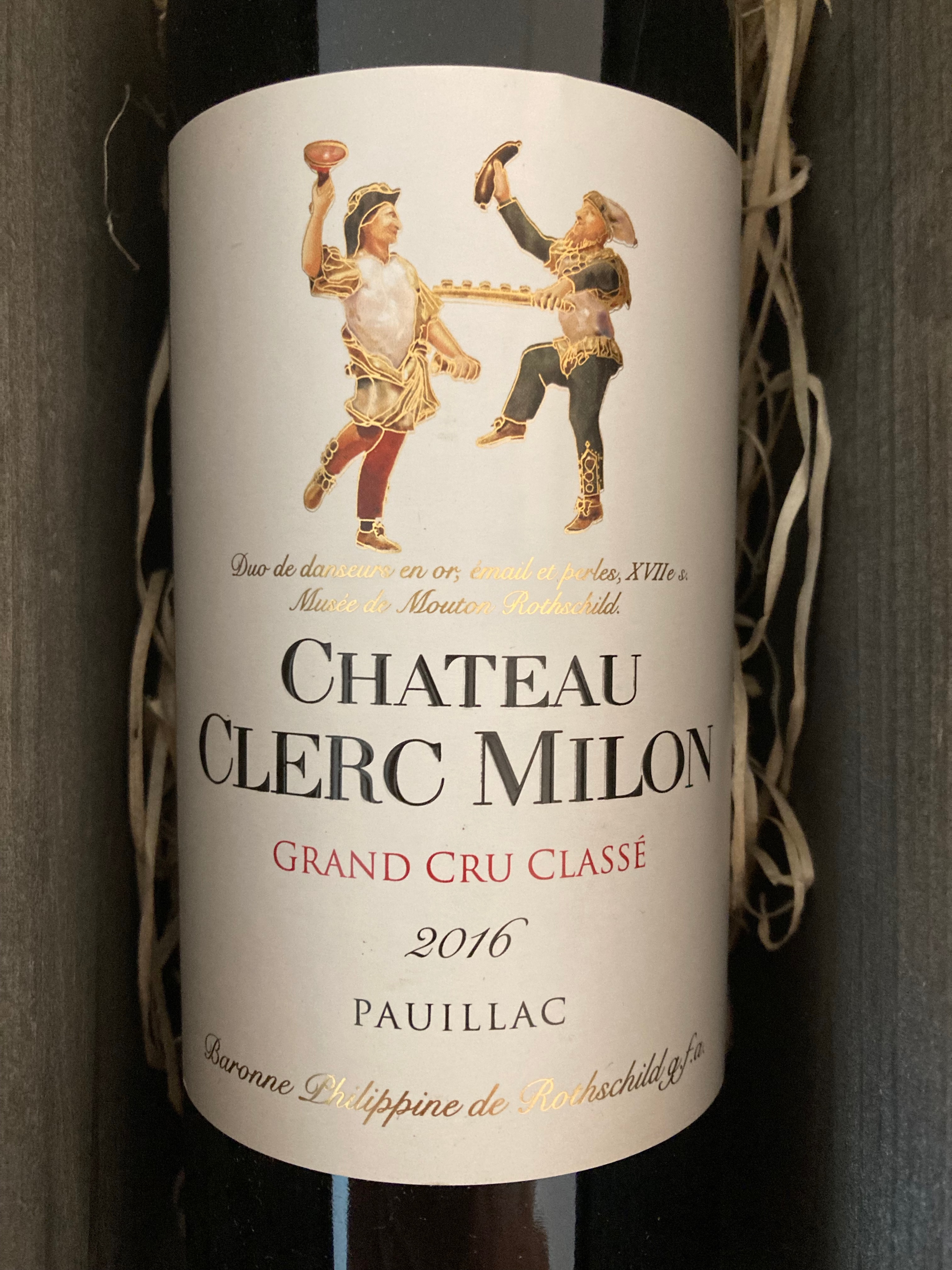
Château Clerc Milon 2016.

En 1970, le baron Philippe de Rothschild fait l'acquisition de Château Clerc Milon, dont l'état et l'exploitation laissaient alors à désirer. Château Clerc Milon est entièrement repensé et reconstruit en 2011 : son cuvier gravitaire en inox, son surprenant chai à colonnes surbaissé et ses pièces de réception claires et aérées se trouvent logés dans un bâtiment à l'architecture spectaculaire, revêtu de bois d'ipé, dont le fronton et l'immense terrasse surplombent les vignes. Toutes ces innovations portent aujourd'hui leurs fruits. Devenu l'un des grands crus les plus recherchés du Médoc, il a acquis une noblesse et une richesse comparables à celles des meilleurs. L'étiquette de Château Clerc Milon est illustrée par un couple de danseurs en pierres précieuses (œuvre d'un orfèvre allemand du début du XVIIe siècle), qui appartient au musée du Vin dans l'Art de Château Mouton Rothschild. Cette œuvre a appartenu à l'impératrice Catherine II de Russie et est inspirée de personnages de la Commedia dell'arte. La baronne Philippine de Rothschild a choisi cet emblème pour Clerc Milon en raison de son amour pour le théâtre.

## Vignoble

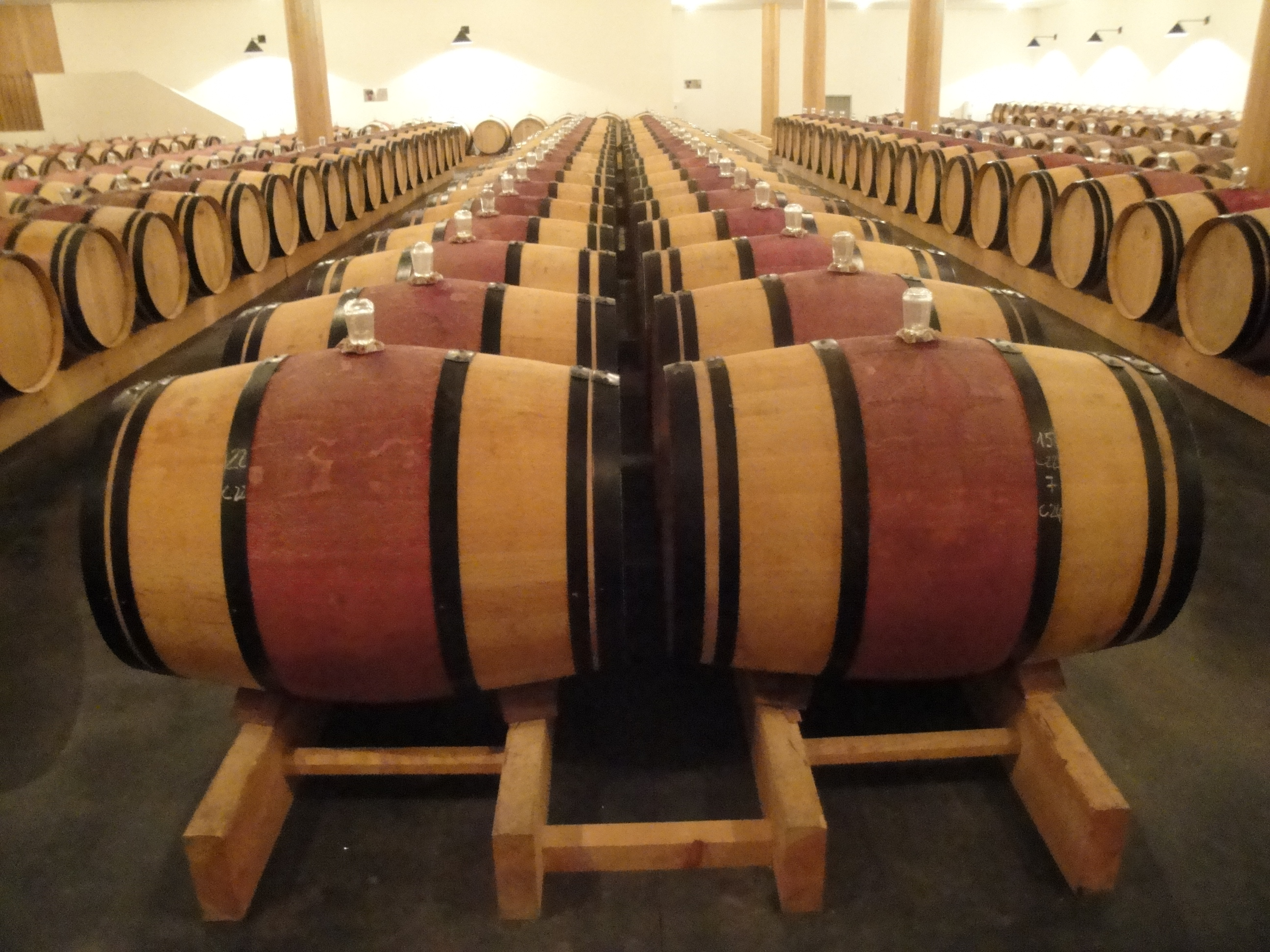
Fûts de chêne au Château Clerc Milon.

Le vignoble s'étend sur les belles croupes de Milon et de Mousset, situées sur la commune de Pauillac. Il est contigu à deux des plus grands crus du Médoc, les châteaux Mouton Rothschild et Lafite Rothschild. Château Clerc Milon compte 41 hectares de vignes, plantés en cépages typiques de la région composés de 50 % de cabernet sauvignon, 37 % de merlot, 10 % de cabernet franc, 2 % de petit verdot et 1 % de carménère.

## Vins
Vins de longue garde, issu d'une vinification dans la tradition médocaine, Château Clerc Milon est un mariage des terroirs de graves et argilo-calcaires, des cépages cabernet sauvignon et merlot. Puissant, tannique, fruité et harmonieusement charpenté, il n'en possède pas moins toute l'élégance typique des meilleurs crus de Pauillac.
Depuis 2016, Château Clerc Milon produit également un second vin : Pastourelle de Clerc Milon. Issu d'une sélection de vignes de cette même propriété, le second vin de Clerc Milon est récolté, vinifié et mis en bouteilles avec les mêmes soins que le grand vin : vendanges en cagettes, fermentation dans le cuvier de Château Clerc Milon, élevage en barriques selon les méthodes traditionnelles. Son nom vient d'une danse traditionnelle, la pastourelle, qui évoque la rencontre amoureuse entre un chevalier et une bergère : ce nom fait écho aux danseurs qui ornent l'étiquette du grand vin. Pastourelle de Clerc Milon est un vin destiné à la restauration.

#### Internet
- Site de château Clerc Milon.
- « Château Clerc-Milon - Appellations et Crus classés », sur ABC du vin.
- « Château Clerc-Milon », sur inventaire.nouvelle-aquitaine.fr, Inventaire général du patrimoine culturel.
- (en) « Chateau Clerc Milon Pauillac Bordeaux, Complete Guide », sur The Wine Cellar Insider.

#### Presse
- Sylvie Bonin, « Château Clerc Milon : " Et maintenant, il danse... " », Vigneron, no 27,‎ hiver 2016-2017 (lire en ligne [PDF]).
- Mathieu Doumenge, « Château Clerc Milon : voyez comme on danse », Terre de Vins,‎ 3 février 2022 (lire en ligne).
- Bénédicte Chapard, « Clerc Milon », Sommeliers International,‎ 14 mai 2019 (lire en ligne).
- « Château Clerc Milon », sur La Revue du vin de France.
- « Château Clerc Milon », sur Lefigaro.fr.
- (en) Jane Anson, « Château Clerc Milon », sur Decanter China.